# Attagenus pseudorobustior
Attagenus pseudorobustior – gatunek chrząszcza z rodziny skórnikowatych i podrodziny Attageninae.
Gatunek ten opisany został po raz pierwszy w 2016 roku przez Andreasa Herrmanna i Jiříego Hávę na łamach „Stuttgarter Beiträge zur Naturkunde”. Jako lokalizację typową wskazano Nyangę w Namibii. Epitet gatunkowy odnosi się do podobieństwa omawianego gatunku do Attagenus robustior.
Chrząszcz o podługowato-jajowatym w zarysie i słabo wysklepionym ciele długości od 2,9 do 3,8 mm i szerokości od 1,8 do 2,3 mm. Głowa jest lekko poprzeczna, zaopatrzona w oczy i przyoczko, skąpo i drobno punktowana, gęsto porośnięta długimi włoskami barwy szarej. Czułki buduje 11 członów, z których trzy tworzą buławkę, a ostatni jest prawie tak długi jak dwa poprzednie razem wzięte. Barwa czułków jest jasnobrązowa oprócz ciemniej brązowych buławek. Głaszczki są całe jasnobrązowe. Przedplecze jest dwukrotnie szersze niż dłuższe, łukowato ku przodowi zwężone, o zaokrąglonych kątach przednich i ostrych kątach tylnych, drobno i skąpo punktowane, porośnięte długimi włoskami szarej barwy. Niewielka tarczka ma trójkątny kształt. Pokrywy są nieco grubiej i gęściej od przedplecza punktowane, rudobrązowe z rozmytymi czarnymi kropkami i przepaskami, gęsto, szaro owłosione. Odnóża są brązowe z długim, grubym, żółtobrązowym owłosieniem, o praktycznie tak długich jak golenie stopach. Na śródpiersiu, zapiersiu i sternitach odwłoka występuje owłosienie i punktowanie takie samo jak na pokrywach.
Owad afrotropikalny, znany tylko z Namibii.